# Voluntaris Verds
Voluntaris Verds és una organització de la Lliga Nord, formada per voluntaris simpatitzants de la Lliga que es caracteritzen per portar camisa verda.